# Arnavutköy (Istanbul)
Arnavutköy ist eine Stadtgemeinde (Belediye) im gleichnamigen Ilçe (Landkreis) der Provinz Istanbul in der türkischen Marmararegion und gleichzeitig ein Stadtbezirk der 1984 gebildeten Büyükşehir belediyesi İstanbul (Großstadtgemeinde/Metropolprovinz). Arnavutköy liegt auf der europäischen Seite von İstanbul und ist seit der Gebietsreform ab 2013 flächen- und einwohnermäßig identisch mit dem Landkreis.

## Geografische Lage
Arnavutköy liegt im geografischen Zentrum der europäischen Seite İstanbuls und wird im Norden begrenzt durch das Schwarze Meer, im Süden befindet sich der Sazlıdere-Stausee (türk. Sazlıdere Baraj Gölü), der İstanbul mit Wasser versorgt. Es hat ausgedehnte Grünbereiche, die als Erholungsgebiet der Stadt dienen. In İstanbul gibt es einen weiteren Ort mit dem Namen Arnavutköy; ein Mahalle (Stadtviertel) im Bezirk Beşiktaş trägt auch diesen Namen.

## Verwaltung
Der Kreis Arnavutköy wurde durch das Gesetz Nr. 5747 im Jahr 2008 gebildet. Hierbei gelangten in den neuen Kreis aus dem Kreis Gaziosmanpaşa die Belediye (Gemeinden) Arnavutköy, Boğazköy, Bolluca, Haraççı und Taşoluk sowie aus dem Kreis Çatalca die Belediye Hadımköy (mit allen 8 Mahalle), die Belediye Durusu (mit beiden Mahalle) sowie der Mahalle Bahşeyiş der Kreisstadt Çatalca. Alle Belediye wurden in die Kreisstadt Arnavutköy eingegliedert, deren Mahalle wurden nun der Stadt Arnavutköy unterstellt und blieben bis heute größtenteils bestehen. Außerdem wechselten vom Kreis Gaziosmanpaşa alle drei Dörfer (Köy) sowie vom Kreis Çatalca fünf der 32 Dörfer in den neuen Kreis Arnavutköy, der damit ab 2008 aus acht Dörfern (Ende 2088: 7.177 Einw.) und 23 Mahalle (Ende 2008: 156.333 Einw.) bestand. Schließlich wurden im Zuge der Verwaltungsreform ab 2013 die noch bestehenden acht Dörfer in Mahalle umgewandelt.
Ende 2020 lebten durchschnittlich 7.808 Menschen in jedem Mahalle. Die bevölkerungsreichsten waren:
- Mah. (41.026)
- Hadımköy Mah. (24.998)
- İslambey Mah. (2278)
- Arnavutköy Merkez Mah. (21.282)
- Yunus Emre Mah. (17.707)
- Mustafa Kemal Paşa Mah. (14.548)
- Yavuz Selim Mah. (11.433)
- İmrahor Mah. (10.930)
- Boğazköy İstiklal Mah. (10.893 Einw.)

Den Mahalle steht ein Muhtar als oberster Beamter vor.

## Geschichte
Arnavutköy (Arnavut türk. für Albaner, köy türk. für Dorf) hatte 1923 eine überwiegend griechische Bevölkerung. Insofern ist die jüngere Geschichte geprägt durch den Bevölkerungsaustausch nach 1923, der im Vertrag von Lausanne geregelt wurde. Die vormals in Arnavutköy zahlreich lebenden Griechen verließen die Türkei. Eine weitere wichtige Rolle spielt die Hauptverkehrsstraße nach Edirne, die vor allem in der Zeit des Osmanischen Reiches eine wichtige Verbindung nach Westeuropa bildete und damit die Entwicklung Arnavutköys bestimmte. Aus dieser Zeit stammt auch der Name des Ortes.
Die im Stadtwappen/Logo vorhandene Jahreszahl (1987) dürfte auf das Jahr der Ernennung zur Stadtgemeinde (Belediye) hinweisen.

## Verkehr
Arnavutköy ist Standort des Flughafens Istanbul. Seit 2016 ist die Linie M11 im Bau. Diese soll den Bezirk an das Metronetz anschließen.